# Napia Village
Napia Village är en ort i Kiribati.   Den ligger i örådet Tabuaeran och ögruppen Linjeöarna, i den västra delen av landet, 3 100 km öster om huvudstaden Tarawa. Napia Village ligger 10 meter över havet och antalet invånare är 250.
Terrängen runt Napia Village är mycket platt.  Närmaste större samhälle är Tenenebo Village, 1,5 km sydost om Napia Village. 